# 多刺棘光鰓鯛
多刺棘光鰓鯛，(學名：Acanthochromis polyacanthus，為輻鰭魚綱鱸形目隆頭魚亞目雀鯛科的其中一種，於1855年由荷蘭魚類學家 Pieter Bleeker首次正式描述，稱為Dascyllus polyacanthus。分布於西太平洋區，從印尼、菲律賓至澳洲東北部及美拉尼西亞海域，深度1-65公尺，本魚體呈卵圓形而側扁，體色多變，通常前半部是灰色，後半部是白色，灰白比例因特定珊瑚礁而異，隨著魚的成熟，灰色的範圍可以從藍灰色到棕色，背鰭頂部和臀鰭底部黑色。有些個體全身呈灰色，中間有一條黃色水平線，背鰭硬棘17枚；背鰭軟條14-16枚；臀鰭硬棘2枚；臀鰭軟條14-16枚，體長16公分，棲息在沿海及外海珊瑚礁區，也發現於港灣，潟湖與外礁斜坡，以藻類和浮游生物為食
，是唯一一種缺乏大洋性幼魚時期的雀鯛科魚類，魚苗由父母保護，當繁殖的時候，成魚成對出現而且具有領域性。